# Анхель, Вилькер
Вилькер Хосе Анхель Ромеро (исп. Wilker José Ángel Romero; род. 18 марта 1993[…], Валера, Трухильо) — венесуэльский футболист, защитник бразильского клуба «Крисиума» и сборной Венесуэлы.

## Клубная карьера
Начал профессиональную карьеру в клубе «Трухильянос». 12 сентября 2010 года в матче против «Карабобо» дебютировал в венесуэльской Примере. В своём дебютном сезоне Анхель помог клубу завоевать Кубок Венесуэлы. В начале 2011 года перешёл в «Депортиво Тачира». Дебютировал 5 марта в матче против «Карони». В этом же поединке забил свой первый мяч за «Депортиво Тачира». С клубом дважды выиграл чемпионат. 6 апреля 2016 года в матче Кубка Либертадорес против эквадорского «Эмелека» забил мяч.
Летом 2016 года Анхель перешёл в российский «Терек». 14 августа в матче против «Локомотива» дебютировал в РФПЛ, заменив во втором тайме Родолфо. 28 августа в поединке против «Ростова» забил свой первый мяч за клуб. В январе 2017 года продлил контракт с клубом ещё на два года, до конца сезона 2020/2021. Анхель был признан болельщиками «Ахмата» лучшим игроком команды в сезоне 2016/17. 17 мая 2021 года покинул клуб в связи с истечением срока контракта.
8 сентября 2021 года стал игроком турецкого «Гёзтепе», подписав контракт по схеме «1+1». Летом 2022 года покинул клуб в связи с истечением срока контракта. Всего за «Гёзтепе» в сезоне 2021/22 провёл 17 матчей во всех турнирах.

## Карьера в сборной
В 2011 году Анхель принял участие в молодёжном чемпионате Южной Америки в Перу. На турнире он был запасным и на поле не вышел. В 2013 году во второй раз поехал на молодёжный чемпионат Южной Америки в Аргентину. Сыграл в матчах против команд Уругвая, сборной Эквадора, Перу и Бразилии.
19 ноября 2014 года в товарищеском матче против сборной Боливии Анхель дебютировал за сборную Венесуэлы. В этом же поединке забил свой первый мяч за команду.
В 2015 году попал в заявку на участие в Кубке Америки в Чили. На турнире был запасным и на поле не вышел.
В 2016 году Анхель во второй раз принял участие в Кубке Америки в США. Сыграл в матчах против команд Ямайки, Уругвая, Мексики и Аргентины.

### Голы за сборную Венесуэлы
| # | Дата           | Место                             | Противник  | Счёт | Результат | Соревнование      |
| - | -------------- | --------------------------------- | ---------- | ---- | --------- | ----------------- |
| 1 | 19 ноября 2014 | Эрнандо Силес, Ла-Пас, Боливия    | Боливия    | 0:1  | 3:2       | Товарищеский матч |
| 2 | 3 февраля 2016 | Агустин Товар, Баринас, Венесуэла | Коста-Рика | 1:0  | 1:0       | Товарищеский матч |

## Достижения
Командные
«Трухильянос»
- Обладатель Кубка Венесуэлы — 2010

«Депортиво Тачира»
- Чемпионат Венесуэлы по футболу — 2010/2011
- Чемпионат Венесуэлы по футболу — 2014/2015